# Lipskie
Lipskie es un pueblo en el distrito administrativo de la Gmina de Sośnie, comprendida en el distrito de Ostrów Wielkopolski, Voivodato de Gran Polonia, en el centro oeste de Polonia.,